# Alfred Nakache
Pour les articles homonymes, voir Nakache.
Ne doit pas être confondu avec Alfred Naccache.
Alfred Nakache, né le 18 novembre 1915 à Constantine, et mort le 4 août 1983 à Cerbère (Pyrénées-Orientales), est un nageur et joueur de water-polo français. Surnommé « Artem » (le poisson), il est aussi connu sous le surnom de « nageur d'Auschwitz », où il a été déporté durant la Seconde Guerre mondiale.

## Biographie

### Un champion d'avant-guerre, de Constantine à Toulouse
Alfred Nakache est le cadet des onze enfants d'une famille juive de Constantine. Souffrant d'une phobie de l'eau, il parvient à la surmonter. Il remporte, en 1931, la Coupe de Noël de Constantine, il est alors licencié à la Jeunesse nautique (JN) constantinoise, et ce, jusqu’en 1934. Après des premières compétitions locales où il ignore même qu'il faut suivre les lignes d'eau, il progresse très vite. En 1933, il participe à ses premiers championnats de France et déménage à Paris à la fin de l'été.
Aux championnats de France 1934, il termine 2e du 100 mètres nage libre derrière Jean Taris et est sélectionné en équipe de France pour une rencontre junior contre les Pays-Bas. Il ne peut participer aux championnats d'Europe suivants parce qu'il n'est pas éligible en tant que Français né hors du « sol français » et pas encore licencié dans un club en France. Néanmoins, il participe à l'équipe du Tour de France nautique.
Il est licencié au Racing Club de France de 1934 à 1936 et inscrit en 1934 au lycée Janson-de-Sailly.
Il participe aux rencontres préparatoires des Jeux olympiques d'été de 1936 puis bat, la même année, le record d’Europe du relais 4 × 200 m en 9 min 22 s 06 avec Jean Taris, René Cavalero et Diener. Aux Jeux olympiques, dans un contexte particulier pour cet athlète juif, il termine 4e au relais 4 × 200 m nage libre avec Jean Taris, René Cavalero et Christian Talli, devant l'Allemagne.
Il est licencié au club nautique de Paris de 1937 à 1938, quittant son premier club parisien à cause, semble-t-il, d'injures racistes et antisémites. Il effectue durant cette période son service militaire à la base aérienne 117 Paris. Il réussit, en 1939, l'examen pour devenir professeur d'éducation physique. Il intègre par la suite l'École normale d'éducation physique, futur Institut national du sport, de l'expertise et de la performance, comme son épouse Paule (née Elbaze), également juive, avec qui il s'est marié le 6 octobre 1937.
Lorsque Philippe Pétain abolit le décret Crémieux, Alfred Nakache, en tant que juif d'Algérie, est déchu de sa nationalité française,,. Professeurs et juifs, son épouse et lui doivent partir pour pouvoir continuer à travailler et s'installent avec leur fille à Toulouse, en zone libre. Il est alors licencié aux Dauphins du TOEC de Toulouse sous la direction d'Alban Minville. Durant cette période, il se rapproche des réseaux de résistance juifs comme l'Armée juive, en aidant notamment à la préparation physique des recrues. Jean Borotra, commissaire aux Sports du régime de Vichy, l’emmène dans une tournée en Afrique du Nord, où il est plusieurs fois choisi pour la levée des couleurs.
En 1942, il gagne cinq titres de champion de France au 200 m brasse, relais 4 × 200 m nage libre et aux 100 m, 200 m, 400 m nage libre.

### Le «nageur d'Auschwitz»
D'abord en vue pendant l'Occupation pour ses records où il devient rapidement l'un des nageurs les plus titrés du pays, il est progressivement dénoncé par la presse collaborationniste par antisémitisme. Il est finalement interdit de bassin lors des championnats de France de Toulouse en 1943, ce qui entraîne un boycott de ses camarades du TOEC.
Arrêté par la Gestapo le 20 novembre 1943 à la suite d'une dénonciation, il est retenu captif à la prison Saint-Michel de Toulouse puis au camp de Drancy, duquel il est déporté, avec sa femme Paule Nakache (née Elbaz), née le 12 octobre 1915 à Constantine et leur fille de deux ans Annie, née le 12 août 1941 à Constantine, au complexe concentrationnaire d'Auschwitz depuis la gare de Bobigny par le convoi n° 66 du 20 janvier 1944,. Séparés physiquement dès leur arrivée le 23 janvier 1944, il ignore qu'elles sont assassinées et n'apprendra que plus tard la mort de sa fille dès son arrivée dans les camps, tandis qu'il n'eut jamais d'information concernant son épouse, ce qui laisse émettre l'hypothèse qu'elle aurait été gazée avec leur fille.
Un officier affecte Alfred Nakache à l'infirmerie, ce qui lui sauvera probablement la vie. Alfred détourne alors des aliments pour les malades. Il y rencontre Noah Klieger qui, rescapé lui aussi, deviendra un célèbre journaliste sportif en Israël. Aidé par une constitution physique exceptionnelle, il résiste aux mauvais traitements, y compris à l’humiliation imposée par les gardiens qui l’obligent à aller chercher avec les dents un poignard qu’ils ont jeté au fond de la piscine (en fait, un bassin de rétention d’eau prévu pour les incendies). Sa résistance consiste à défier ses bourreaux en improvisant à leur insu des séances de baignade dans la piscine en compagnie de quelques camarades. En janvier 1945, le camp est évacué dans le cadre des marches de la mort, sous la menace de l’avancée de l’Armée rouge. Alfred Nakache participe à l'une d'elles, au cours de laquelle les survivants des camps d’extermination sont menés dans des camps d’internement. Il se retrouve ainsi à Buchenwald, que l'armée américaine libère en avril 1945.

### Le retour du champion rescapé
À son retour de déportation, il témoigne : « Je sors de la tombe. Il faut avoir vécu la vie de ces camps pour s'imaginer ce que c'était. Quand on fera le compte des rescapés et des manquants, on aura du mal à en croire les chiffres. De 85 kilos, je suis tombé à 61, et je ne dois la vie qu'à ma volonté d'en sortir, de ne pas manger d'immondices ou de cadavres malgré la faim. Je pèse actuellement 70 kilos ».
Il conserve alors le faible espoir de revoir sa femme et sa fille :  
« Aucune nouvelle depuis que nous avons été séparés sur le quai de la gare. Je conserve un faible espoir, un espoir tout de même. Mais toutes les femmes, les enfants et tous les inaptes ont été passés au four crématoire ».

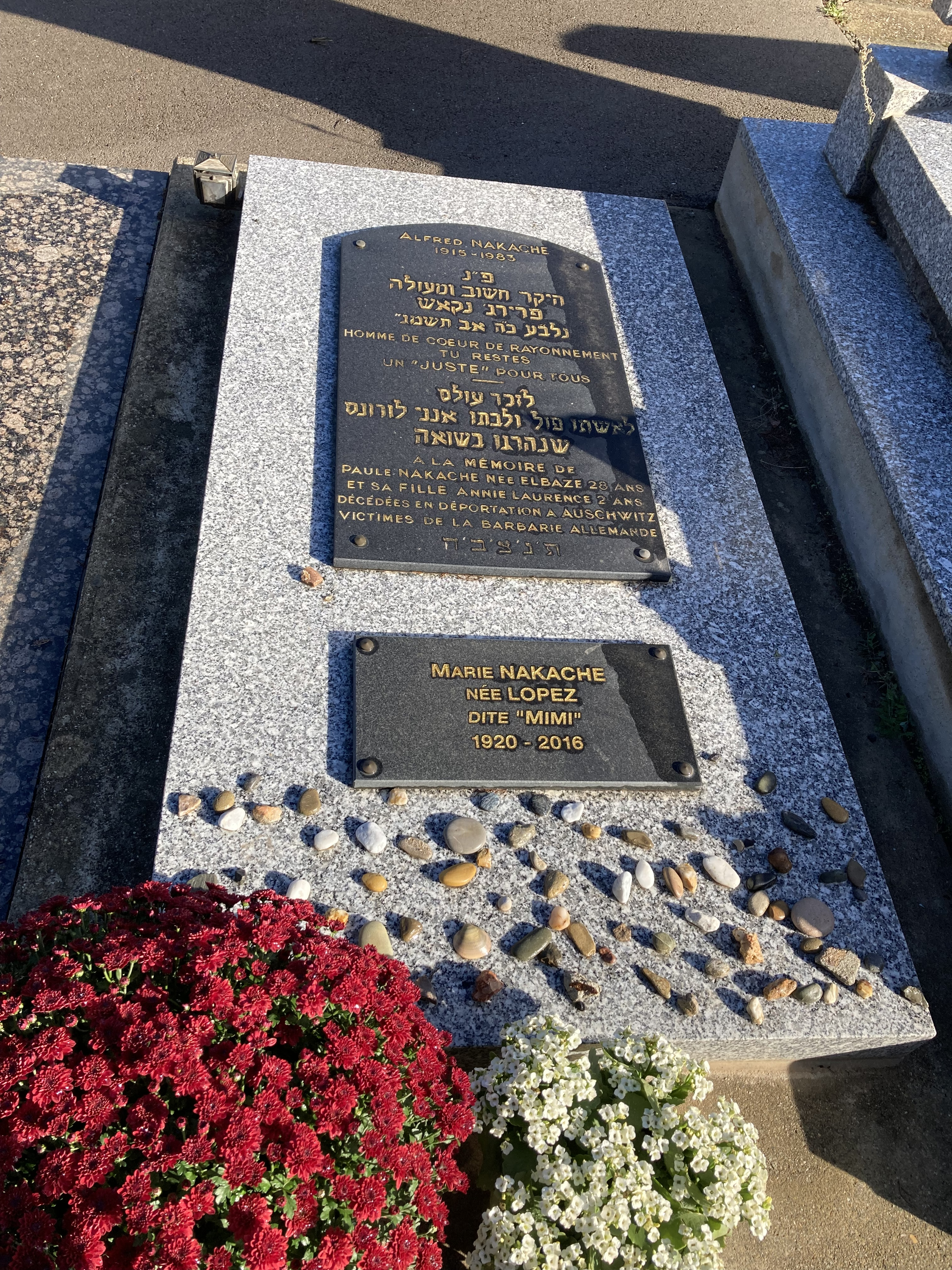
La tombe d'Alfred Nakache au cimetière Le Py de Sète.

Le croyant mort avant que la presse n'annonce son retour, la ville de Toulouse avait donné son nom au bassin d'hiver de la piscine de l'île du Ramier. Le 28 avril 1945, il retourne à Toulouse et devient professeur d’éducation physique à la Faculté de droit. Il reprend l'entraînement, et du poids.
Il retrouve le haut du classement (champion de France et prenant part au record du monde 3 × 100 m 3 nages, avec Georges Vallerey et Alex Jany, le 8 août 1946) et participe aux Jeux olympiques d'été de 1948 à Londres, devenant, en plus d'être le meilleur nageur à l'épreuve de 200 m brasse papillon, également membre de l’équipe de France de water-polo. Il obtient là une nouvelle sélection douze ans après ses premiers Jeux olympiques.
En 1946, il apprend la confirmation de la mort de son épouse et de sa fille. En 1948, il s'unit à Marie, une jeune Sétoise. Il est alors très proche de la famille d'Alex Jany et il participe, dans les années 1950, à l'entraînement de Jean Boiteux.
Après une fin de carrière à La Réunion, il meurt le 4 août 1983 à la suite d'un malaise alors qu’il nageait dans le port de Cerbère, effectuant son kilomètre quotidien de natation. Il est inhumé au cimetière Le Py à Sète. Sur sa tombe apparaissent les noms de sa première épouse et de sa fille disparues.

## Dans les arts et la culture populaire

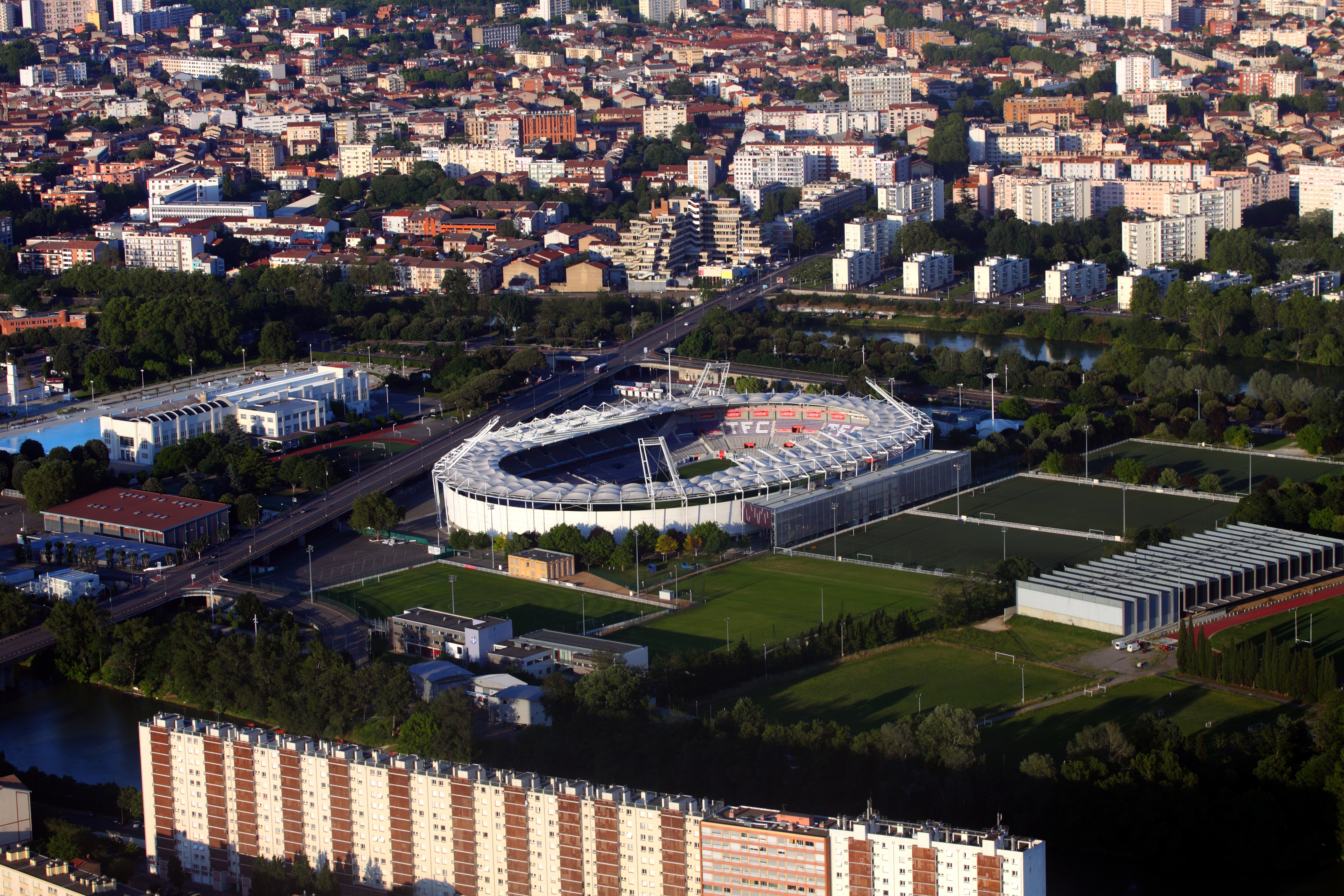
Vue aérienne de l'île du Ramier à Toulouse. Au milieu à gauche, la piscine municipale baptisée du nom du nageur Alfred Nakache.

### Homonyme
De nombreux bassins français portent son nom, dont la principale piscine municipale de Toulouse (ex-piscine d'hiver du parc municipal des sports), baptisée ainsi par Raymond Badiou alors qu'il était déporté en 1944, ainsi que la piscine de Gentilly à Nancy, la piscine du quartier du millénaire à Montpellier et celle de Belleville à Paris (en double hommage au champion et aux nombreux déportés de ce quartier juif).

### Filmographie

#### Cinéma
En 2024, la cinéaste d'animation Florence Miailhe s'inspire de son histoire pour réaliser le court métrage Papillon, dont la première a lieu à la Berlinale.

#### Télévision

##### Série
En 2016, l'épisode en deux minute Alfred Nakache de Champions de France lui est consacré.
En 2025, Vincent Gonon et Xavier Sayanoff réalisent Alfred Nakache, un champion français où il est joué par Adam Mahhou.

### Théâtre
En 2022, Amir interprète au théâtre son personnage dans la pièce Sélectionné.

### Littérature
Renaud Leblond publie en 2022 son histoire dans le roman "le nageur d'Auschwitz" aux éditions de l'Archipel. Prix Sport Scriptum 2022, Prix Antoine Blondin 2023 et Prix Entre Lignes 2024.
Pierre Assouline publie une biographie de lui en 2023, intitulée Le nageur.

## Honneur
L’État d’Israël lui décerne à titre posthume, en 1993, le Trophée du Grand exemple, au Musée du sport juif international.
Le meeting international Alfred-Nakache (ou Vittel Cup) a été créé en son honneur et en est à sa 12e édition en 2005.
Lors du week-end du 17 au 19 mai 2019, il fait son entrée à l'International Swimming Hall of Fame de Fort Lauderdale en Floride,.

## Palmarès

### Records
- Détenteur du record du monde du 200 m brasse papillon en 1941[10],[4],[11]
- Détenteur du record du monde au relais 3 × 100 m 3 nages en 1946
- Détenteur du record d’Europe du 100 m brasse papillon en 1941 et 1942 (22 juin 1941[11] et 14 février 1942[11])
- Détenteur du record d’Europe du relais 4 × 200 m en 1936 (9 min 22 s s) avec Jean Taris, René Cavalero et Diener[8]
- Détenteur du record de France du 400 m brasse papillon en 1943
- Détenteur du record de France aux relais 4 × 200 m nage libre en 1946, en 9 min 28 s 02.

### Championnats de France
| Discipline \ Année          | 1933 | 1934 | 1935   | 1936                        | 1937                        | 1938                        | 1939                        | 1940                        | 1941                        | 1942                        | 1943                        | 1944                        | 1945                        | 1946                        | 1947                        | 1948                        | 1949                        | 1950                        | 1951                        | 1952                        |
| --------------------------- | ---- | ---- | ------ | --------------------------- | --------------------------- | --------------------------- | --------------------------- | --------------------------- | --------------------------- | --------------------------- | --------------------------- | --------------------------- | --------------------------- | --------------------------- | --------------------------- | --------------------------- | --------------------------- | --------------------------- | --------------------------- | --------------------------- |
| 100 m nage libre            | 6e   | 2e   | titre, | titre                       | titre                       | titre                       | -                           | -                           | titre                       | titre                       | -                           | -                           | -                           | -                           | -                           | -                           | -                           | -                           | -                           | -                           |
| 200 m nage libre            | -    | -    | -      | -                           | titre                       | titre                       | -                           | -                           | titre                       | titre                       | -                           | -                           | -                           | -                           | -                           | -                           | -                           | -                           | -                           | -                           |
| 200 m papillon              | -    | -    | -      | -                           | -                           | titre                       | -                           | -                           | titre                       | titre                       | -                           | -                           | -                           | titre                       | -                           | -                           | -                           | -                           | -                           | -                           |
| 400 m nage libre            | -    | -    | -      | -                           | -                           | -                           | -                           | -                           | -                           | titre                       | -                           | -                           | -                           | -                           | -                           | -                           | -                           | -                           | -                           | -                           |
| Relais 4 × 200 m nage libre |      |      |        | 6 titres entre 1936 et 1952 | 6 titres entre 1936 et 1952 | 6 titres entre 1936 et 1952 | 6 titres entre 1936 et 1952 | 6 titres entre 1936 et 1952 | 6 titres entre 1936 et 1952 | 6 titres entre 1936 et 1952 | 6 titres entre 1936 et 1952 | 6 titres entre 1936 et 1952 | 6 titres entre 1936 et 1952 | 6 titres entre 1936 et 1952 | 6 titres entre 1936 et 1952 | 6 titres entre 1936 et 1952 | 6 titres entre 1936 et 1952 | 6 titres entre 1936 et 1952 | 6 titres entre 1936 et 1952 | 6 titres entre 1936 et 1952 |

### Championnats internationaux
- Champion d'Afrique du Nord du 100 m nage libre en 1931
- Médaille d'argent aux Maccabiades de 1935, sur 100 m nage libre
- Champion du monde universitaire du 100 m nage libre en 1936
- Médaille d'argent du relais 4 × 200 m nage libre aux championnats d'Europe 1938

### Jeux olympiques
- Jeux olympiques d'été de 1936 à Berlin :
  - 4e avec le relais 4 × 200 m nage libre[4] avec Jean Taris, René Cavalero et Christian Talli[9]
- Jeux olympiques d'été de 1948 à Londres :
  - Participation à l'épreuve de 200 m brasse papillon[4]
  - 6e avec l'équipe de France de water-polo

## Distinctions honorifiques
- Médaille de courage de la fondation Carnegie, pour sauvetage d'une femme tombée avec son véhicule dans le canal à Sète (juillet 1954)[31],[32].

## Famille
Il est le grand oncle de Yonathan Arfi, Président du Crif. En effet, la grand-mère de Yonathan Arfi, Edith Nakache, était une des petites soeurs d'Alfred Nakache,.

### Documentaire
- Christian Meunier, Alfred Nakache, le nageur d’Auschwitz, 2001.